# 江婉埼
江婉綺（ジャンワンチー）は、台湾のソフトテニス選手。

## 来歴
2002釜山アジア競技大会から2014仁川アジア競技大会まで四大会連続出場を達成（最高記録）。2006アジア競技大会（ドーハ）シングルスチャンピオン。2010アジア競技大会団体戦準決勝ではキム・キョンリョンを破り、韓国女子にアジア五輪史上初めて土をつけた。

## 四大国際大会戦績
- 2002アジア競技大会　国別対抗団体戦銅メダル
- 2003世界選手権　国別対抗団体戦銀メダル
- 2004アジア選手権国別対抗団体戦銅メダル　ダブルスベスト8　シングルスベスト8
- 2005東アジア競技大会国別対抗団体戦銅メダル　シングルスベスト8
- 2006アジア競技大会　シングルス金メダル　国別対抗団体戦銅メダル
- 2007世界選手権　国別対抗団体戦ベスト4　シングルスベスト8
- 2008アジア選手権国別対抗団体戦銅メダル　シングルスベスト8
- 2010アジア競技大会　シングルス銅メダル　国別対抗団体戦銀メダル[1]
- 2012アジア選手権　国別対抗銅メダル
- 2013東アジア競技大会[2]　　国別対抗団体戦銅メダル
- 2014アジア競技大会　シングルスベスト8[3]　国別対抗団体戦銅メダル